# RL-kring
Een RL-kring of RL-schakeling is een elektronische schakeling bestaande uit een of meer weerstanden en een of meer spoelen. RL-kringen vinden hun toepassing in onder andere filters, oscillatoren, relais, luidsprekers en tl-lampen.

## Gelijkstroomgedrag van een RL-kring

Serieschakeling van een weerstand R en een zelfinductie L

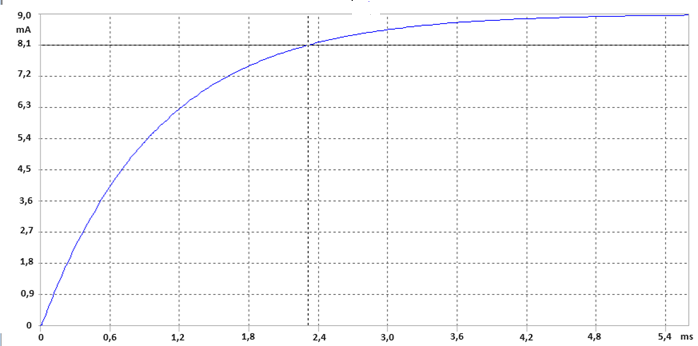
Simulatie van een RL-kring met = 9 volt, R= 1000 ohm en L=1 henry

In nevenstaand schema is een eenvoudige RL-kring gegeven met de weerstand R in serie geschakeld met een spoel L. De kring is aangesloten op een batterij, die een spanning Vo levert via een schakelaar S. Het overgangsgedrag wordt bepaald door de wet van Ohm, de spanningswet en de definitie van zelfinductie. Toepassing van de tweede wet van Kirchhoff bij de gesloten kring in de aangegeven omloopzin geeft
{\displaystyle i(t)R+L{\frac {di}{dt}}-V_{\text{o}}=0} of {\displaystyle V_{\text{o}}=i(t)R+L{\frac {di}{dt}}} (differentiaalvergelijking van de 1ste orde)
Als op het tijdstip {\displaystyle t=0} de schakelaar wordt gesloten loopt er een veranderlijke stroom door de kring en wordt er in de spoel een magnetisch veld B opgebouwd, dat door het fenomeen van zelfinductie op elk moment elke verdere verandering van de stroom tegenwerkt (wet van Lenz). We verwachten echter dat na voldoend lange tijd de stroom een maximum {\displaystyle i(\infty )} zal bereiken gegeven door  {\displaystyle i(\infty )={\frac {V_{\text{o}}}{R}}} zodat we de veranderlijke stroom kunnen schrijven als {\displaystyle i(t)=i(\infty )+I(t)}. Brengen we dit in de differentiaalvergelijking dan krijgen we
{\displaystyle V_{\text{o}}=i(\infty )R+I(t)R+L{\frac {dI}{dt}}} en omdat {\displaystyle i(\infty )R=V_{\text{o}}} wordt de differentiaalvergelijking voor {\displaystyle I(t)}
{\displaystyle {\frac {dI}{dt}}=-{\frac {R}{L}}I}
De enige functie waarvan de afgeleide de functie zelf reproduceert op een constante factor na is de exponentiële functie zodat
{\displaystyle I(t)=I_{\text{o}}e^{-{\frac {R}{L}}t}}
en daarmee wordt {\displaystyle i(t)={\frac {V_{\text{o}}}{R}}+I_{\text{o}}e^{-{\frac {R}{L}}t}}. Op het tijdstip {\displaystyle t=0} is {\displaystyle i(0)=0} zodat {\displaystyle 0={\frac {V_{\text{o}}}{R}}+I_{\text{o}}} of {\displaystyle Io=-{\frac {V_{\text{o}}}{R}}} en
{\displaystyle i(t)={\frac {V_{\text{o}}}{R}}\left(1-e^{-{\frac {R}{L}}t}\right)}
Voeren we in deze formule de tijdconstante {\displaystyle \tau ={\frac {L}{R}}} in dan krijgen we
{\displaystyle i(t)={\frac {V_{\text{o}}}{R}}\left(1-e^{-t/\tau }\right)}

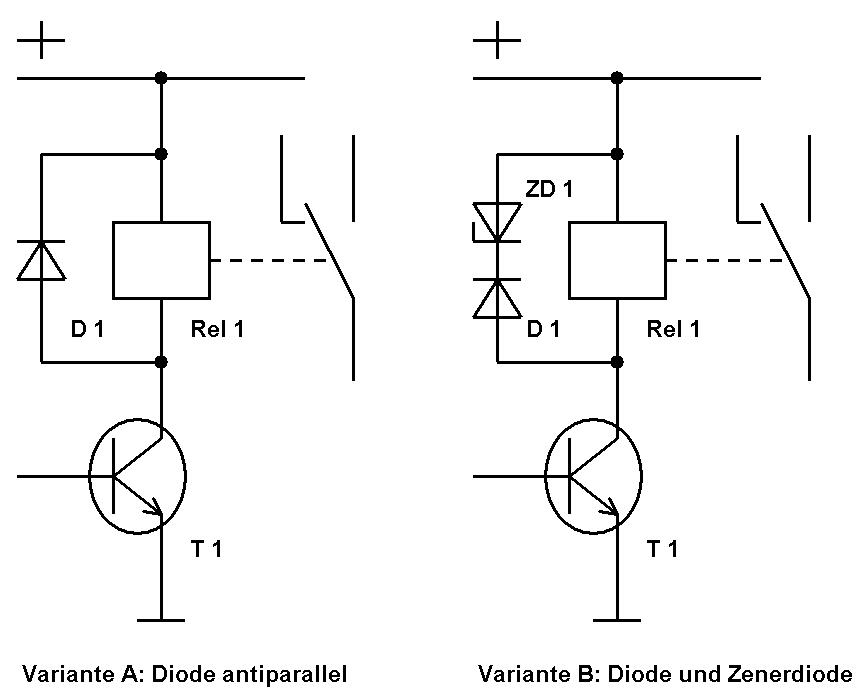
Bescherming tegen hoge spanning bij het onderbreken van de stroom

Deze formule stelt ons in staat om de tijd te berekenen die nodig is om een bepaald percentage P % van de eindstroom te bereiken. Immers
{\displaystyle t_{p}=-\tau \ln(1-P)}
Bij het openen van de schakelaar S bij een stroomvoerende kring wordt de stroom in de kring plots gelijk aan nul en zal de spoel een zeer hoge tegen elektromotorische kracht (−LdI/dt) ontwikkelen. Het elektrisch veld ter hoogte van de polen van de schakelaar wordt nu groot genoeg om een vonk of gasontlading te veroorzaken. De stroom in de kring wordt verder nog begrenst door de aanwezigheid van de weerstand. Om vonkvorming te voorkomen kan men een grote weerstand of dioden met de juiste polariteit in parallel met de spoel aanbrengen.

## Wisselstroomgedrag van een RL-kring

Serieschakeling van een weerstand R en een zelfinductie L gevoed door een sinusoïdale spanningsbron.

In nevenstaand schema is een eenvoudige RL-kring gegeven met de weerstand R in serie geschakeld met de spoel L, die gevoed wordt met een zuivere sinusoïdale ingangsspanning {\displaystyle V_{\text{in}}=V_{\text{o}}\cos \omega t}.
Toepassing van de wet van Kirchhof geeft nu
{\displaystyle V_{\text{o}}\cos \omega t=RI+L{\frac {dI}{dt}}}
Om deze differentiaalvergelijking op te lossen kan men wegens de in het linker lid aanwezige cosinusfunctie de bovenstaande methode niet meer gebruiken. Daarom beschouwen we de volgende complexe differentiaalvergelijking 
{\displaystyle V_{\text{o}}e^{j\omega t}=R{\hat {I}}+L{\frac {d{\hat {I}}}{dt}}}
waarin opnieuw de exponentiële functie optreedt en waarvan we weten dat {\displaystyle {\rm {Re}}(V_{\text{o}}e^{j\omega t})=V_{\text{o}}\cos \omega t} en {\displaystyle {\rm {Re}}({\hat {I}})={\rm {Re}}({\hat {I}}_{\text{o}}e^{j\omega t})=I(t)}. Daarmee wordt de differentiaal vergelijking
{\displaystyle V_{\text{o}}e^{j\omega t}=R{\hat {I}}_{\text{o}}e^{j\omega t}+j\omega L{\hat {I}}_{\text{o}}e^{j\omega t}} of
{\displaystyle V_{\text{o}}=(R+j\omega L){\hat {I}}_{\text{o}}}
Voeren we nu een complexe impedantie {\displaystyle Z=R+j\omega L} in dan krijgen {\displaystyle {\hat {I}}_{\text{o}}={\frac {V_{\text{o}}}{Z}}} en daarmee besluiten we dat we de wet van Ohm ook mogen toepassen op wisselstroomnetwerken als we de weerstand  R vervangen door de complexe impedantie {\displaystyle Z}.
Nu is {\displaystyle {\hat {I}}_{\text{o}}={\frac {V_{\text{o}}}{R+j\omega L}}=V_{\text{o}}{\frac {1}{|R+j\omega L|}}e^{-j\varphi }} met {\displaystyle \tan \varphi ={\frac {\omega L}{R}}} zodat
{\displaystyle {\hat {I}}_{\text{o}}e^{j\omega t}=V_{\text{o}}{\frac {1}{\sqrt {R^{2}+\omega ^{2}L^{2}}}}e^{j(\omega t-\varphi )}} Daarmee is
{\displaystyle I(t)={\rm {Re}}({\hat {I}}_{\text{o}}e^{j\omega t})=V_{\text{o}}{\frac {1}{\sqrt {R^{2}+\omega ^{2}L^{2}}}}\cos(\omega t-\varphi )}
Uit deze vergelijking blijkt, dat de stroom steeds in fase achter is bij de spanning. De aard van het zelfinductieverschijnsel doet ons dit ook verwachten, het heeft immers de neiging de aan de stroom door de spanning opgelegde verandering te vertragen. Men zegt ook dat de stroom na ijlt ten opzichte van de spanning. Het grootst is de vertraging als {\displaystyle \omega L>>R},dan is nl. {\displaystyle \varphi \approx {\frac {\pi }{2}}}. In een "zuivere zelfinductie" blijft dus de stroom 90° bij de spanning achter. 
De spanning over de spoel wordt nu
{\displaystyle V_{\text{L}}={\hat {I}}_{\text{o}}j\omega L=V_{\text{o}}{\frac {j\omega L}{R+j\omega L}}e^{j\omega t}=V_{\text{o}}{\frac {1}{\sqrt {1+\left({\frac {R}{\omega L}}\right)^{2}}}}e^{j(\omega t-\varphi )}}
{\displaystyle V_{\text{L}}(t)={\rm {Re}}(V_{\text{L}})=V_{\text{o}}{\frac {1}{\sqrt {1+\left({\frac {R}{\omega L}}\right)^{2}}}}\cos(\omega t-\varphi )=V_{\text{o}}\sin \varphi \cos(\omega t-\varphi )}

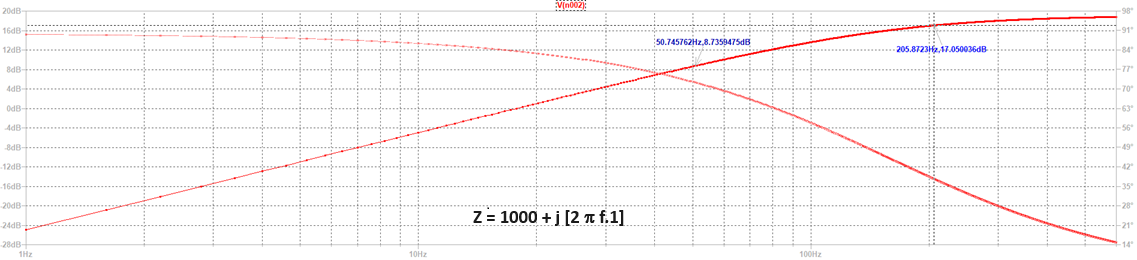
Amplitude- en fazeverloop van een RL-kring met de aangegeven impedantie Z.

Beschouwt men de spanning aan de spoel als uitgangsspanning dan bevat de amplitude van die spanning nog de factor {\displaystyle \sin \varphi } en die factor neemt toe bij een toenemende frequentie. Het netwerk gedraagt zich als een hoogdoorlaatfilter.

## Referentie
- Leerboek der Natuurkunde, onder de redactie van Prof. Dr. R. Kronig, 1962, Delft, §66a, blz. 292-294